# Джейрд Монті

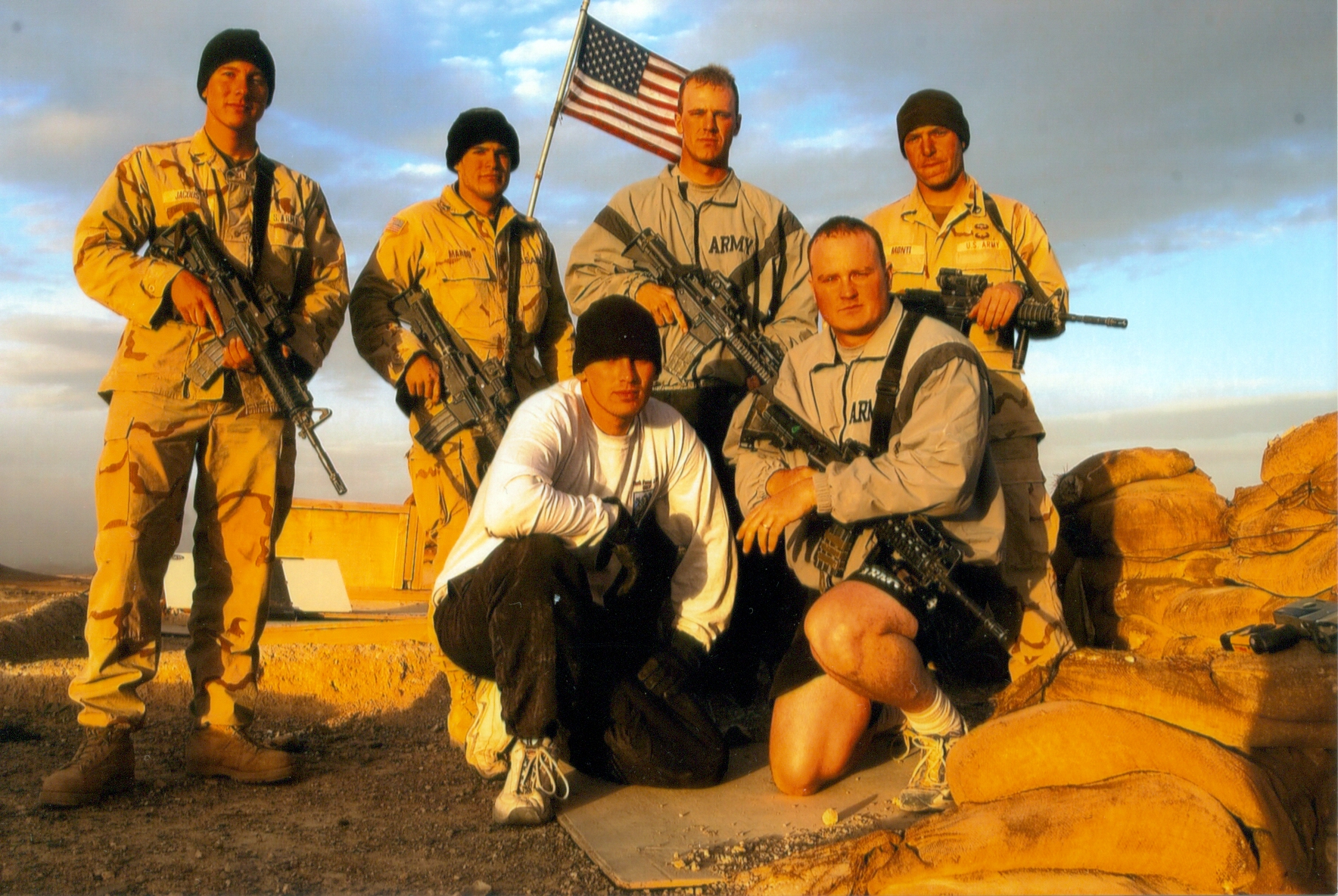
Сержант першого класу Д.Монті зі своєю бойовою командою в Афганістані. 2006

Джейрд Кристофер Монті (англ. Jared Christopher Monti) (нар. 20 вересня 1975, Абінгтон, Массачусетс — пом. 21 червня 2006, провінція Говардеш, Нурістан) — американський військовослужбовець, сержант першого класу армії США, кавалер Медалі Пошани (посмертно).
20 вересня 2006 року, під час виконання бойового завдання, на бойову групу сержанта першого класу Д.Монті було вчинено напад переважаючими силами афганських моджахедів. Побачивши, що один з його бойових товаришів поранений, Д.Монті тричі під вогнем противника спробував врятувати військовослужбовця. В результаті отриманого поранення сержант загинув у бою.

### Офіційний текст нагородження Джейрда Монті Медаллю Пошани
| ««За бездоганну хоробрість і саможертовну відвагу, проявлені з ризиком для власного життя в бою, що перевищували звичайний службовий обов'язок. 21 червня 2006, сержант першого класу Монті, ціною власного життя здійснив геройський вчинок, виконуючи бойову задачу як командир групи 3-го ескадрону, 71-го кавалерійського полку в провінції Нурістан, Афганістан. У цей день, сержант першого класу Монті керував передовим спостережним постом, який вів розвідувальну діяльність з коригування вогню по силах повстанців у ході операції 3-го ескадрону по протидії активним діям противника. В ході вогневого бою, спостережна група у кількості 16 військових, що займала приховану позицію на гребні скелі, піддалася раптовій та інтенсивній атаці переважаючих сил противника, чисельністю щонайменше 50 бойовиків. Під загрозою обходу противником позицій спостерігачів, сержант Монті віддав наказ на переміщення його бойової групи під прикриття каменів, де організував міцну кругову оборону. Після цього він розпочав керувати наведенням та коригуванням вогнем артилерії безпосередньої підтримки наземних військ, досягши того, що розриви снарядів були вже на відстані 50 метрів від позицій американських військ. Не перестаючи коригувати артилерійський вогонь, Монті одночасно вів ближній бій з противником, ведучи вогонь з особистої зброї, зриваючи їх спроби обійти позиції з флангу. В ході вогневого бою сержант першого класу Д.Монті побачив одного з солдатів, що лежав поранений на відкритій ділянці місцевості між повстанцями та позиціями американських вояків. Ігноруючи смертельну небезпеку для власного життя, виповз з-під прикриття кам'яного укриття та спробував під зростаючим вогнем ворога прорватися до пораненого товариша. Майже наблизившись на пару метрів до солдата, він був змушений сховатися через високу щільність ворожого вогню. Зібравшись, Монті знову спробував зманеврувати та, залишивши укриття, прорватися до пораненого під шквальним вогнем моджахедів. Знову ж таки, сержант, на якому зосередив вогонь противник, мусів відступити та сховатися за каміннями. Не бажаючи залишати свого пораненого товариша безпорадним на полі бою, сержант першого класу Д.Монті здійснив третю спробу прорватися до нього по відкритій ділянці та допомогти. В цю спробу сержант отримав смертельне поранення, пожертвувавши власним життям у спробі врятувати свого бойового товариша. Героїчний вчинок сержанта першого класу Д.Монті надихнув його бойову групу на рішучий опір проти ворогів. Незмірна хоробрість та надзвичайний героїзм сержанта першого класу Д.Монті є яскравим прикладом найвищих цінностей та традицій військової служби та наочно відражають найвищу повагу до нього особисто, а також до усього особового складу 3-го ескадрону, 71-го кавалерійського полку, 3-ї бригадної бойової групи, 10-ї гірсько-піхотної дивізії та усіх Сполучених Штатів. Оригінальний текст (англ.) For conspicuous gallantry and intrepidity in action at the risk of his life above and beyond the call of duty. Sergeant First Class Monti distinguished himself at the cost of his life while serving as a team leader with the Headquarters and Headquarters Troop, 3d Squadron, 71st Cavalry Regiment in Nuristan Province, Afghanistan on 21 June 2006. On that day, Sergeant First Class Monti was leading a mission to gather intelligence and to direct fires against the enemy in support of a squadron-size interdiction mission. While at an observation position on top of a mountain ridge, Sergeant First Class Monti’s sixteen-man patrol came under attack by a superior force consisting of as many as 50 enemy fighters. On the verge of being overrun, Sergeant First Class Monti directed his patrol to set up a hasty defensive position behind a collection of rocks. He then began to call for indirect fire from a nearby support base; accurately bringing the rounds upon the enemy who had closed to within 50 meters of his position. While still calling for fire, Sergeant First Class Monti personally engaged the enemy with his rifle and a grenade, successfully disrupting an attempt to flank the patrol. Sergeant First Class Monti then realized that one of his Soldiers was lying wounded and exposed in the open ground between the advancing enemy and the patrol’s position. With complete disregard for his own safety, Sergeant First Class Monti moved from behind the cover of the rocks into the face of withering enemy fire. After closing within meters of his wounded Soldier, the heavy volume of fire forced Sergeant First Class Monti to seek cover. Sergeant First Class Monti then gathered himself and rose again to maneuver through a barrage of enemy fire to save his wounded Soldier. Again, Sergeant First Class Monti was driven back by relentless enemy fire. Unwilling to leave his Soldier wounded and exposed, Sergeant First Class Monti made another attempt to move across open terrain and through the enemy fire to the aide of his wounded Soldier. On his third attempt, Sergeant First Class Monti was mortally wounded, sacrificing his own life in an effort to save his Soldier. Sergeant First Class Monti’s acts of heroism inspired the patrol to fight off the larger enemy force. Sergeant First Class Monti’s immeasurable courage and uncommon valor were in keeping with the highest traditions of military service and reflect great credit upon himself, 3d Squadron 71st Cavalry Regiment, the 3d Brigade Combat Team, the 10th Mountain Division (Light Infantry), and the United States Army.[8] |